# Miradouro
Miradouro is een gemeente in de Braziliaanse deelstaat Minas Gerais. De gemeente telt 10.648 inwoners (schatting 2009).

## Aangrenzende gemeenten
De gemeente grenst aan Ervália, Fervedouro, Muriaé, São Francisco do Glória en Vieiras.